# Daniel Friedrich
Daniel Friedrich (* 1949 in Berlin) ist ein deutscher Schauspieler.

## Leben
Daniel Friedrich wurde als Sohn eines Kammersängers und einer Musiklehrerin in Berlin geboren und wuchs in Tutzing am Starnberger See auf. 1966 gründete er u. a. mit Michael Schanze seine Quarter Deck Combo. Nach dem Abitur erhielt er von 1970 bis 1973 seine Schauspielausbildung an der Neuen Münchner Schauspielschule. Nach Engagements an den Städtischen Bühnen Bielefeld und den Städtischen Bühnen Graz in den Jahren 1973 bis 1975 wechselte er 1975 an die Freie Volksbühne Berlin und 1976 an das Staatstheater am Gärtnerplatz in München. Er spielte am Bayerischen Staatsschauspiel, am Ulmer Theater, am Düsseldorfer Schauspielhaus, bei den Salzburger Festspielen, bei den Wiener Festwochen, am Schauspielhaus Zürich und am Residenztheater in München.
Bei den Bad Hersfelder Festspielen 2012 hat er die Rolle des Hofrats Behrens in Der Zauberberg nach Thomas Mann übernommen.
Bekannt wurde er dem deutschen Fernsehpublikum durch seine Hauptrolle als Tobias Sandmann 1995 bis 1999 in der vom Bayerischen Rundfunk produzierten Serie Aus heiterem Himmel. Dort spielte er an der Seite von Michael Fitz und Jule Ronstedt. Auch in Serien wie Die glückliche Familie, Der Alte, Derrick, Siska, Ein Fall für zwei, Polizeiruf 110 und Um Himmels Willen war er zu sehen. Ab 2009 trat er in den drei Folgen der Serie Kommissar LaBréa als Roland Thibon, Kommissar LaBréas Vorgesetzter, auf.
Daniel Friedrich ist mit Heidrun Gärtner verheiratet und wohnt in Icking.

## Filmografie (Auswahl)
- 1977: Mr. Carlis und seine abenteuerlichen Geschichten (Fernsehserie)
- 1978: Vorhang auf, wir spielen Mord
- 1978: Kommissariat 9 (Folge: Gewusst wie)
- 1979: Die seltsamen Methoden des Franz Josef Wanninger (Fernsehserie, Folge Hausmusik)
- 1979: Die seltsamen Methoden des Franz Josef Wanninger (Fernsehserie, Folge Alter Plunder, junges Blut)
- 1985: Tatort: Doppelspiel
- 1987: Die glückliche Familie (Fernsehserie, unbek. Anz. Folgen)
- 1987: Anna und Franz
- 1990: Eine Frau namens Harry
- 1991, 1997: Derrick (Fernsehserie, verschiedene Rollen, 2 Folgen)
- 1992: Happy Holiday (Fernsehserie, 1 Folge)
- 1995–1999: Aus heiterem Himmel (Fernsehserie, 55 Folgen)
- 1996–2000: Männer sind was Wunderbares (Fernsehreihe, 3 Folgen)
- 1996–2008: Der Alte (Fernsehserie, verschiedene Rollen, 10 Folgen)
- 1999–2006: Siska (Fernsehserie, verschiedene Rollen, 5 Folgen)
- 2000: Ein Fall für zwei (Fernsehserie, Folge Schmutzige Wäsche)
- 2001: Und morgen Italien
- 2001: Wilder Hafen Ehe
- 2001: Utta Danella – Der Blaue Vogel (Fernsehreihe)
- 2002: Zwei Profis (Fernsehserie)
- 2002: Entscheidung auf Mauritius
- 2003: Donna Leon – Feine Freunde (Fernsehreihe)
- 2004: Tausendmal berührt
- 2005: Mama und der Millionär
- 2006: Sie ist meine Mutter
- 2006: Pfarrer Braun – Kein Sterbenswörtchen (Fernsehreihe)
- 2007: Polizeiruf 110 – Jenseits (Fernsehreihe)
- 2008, 2016: SOKO Leipzig (Fernsehserie, verschiedene Rollen, 2 Folgen)
- 2008: Das Traumpaar
- 2008: Im Namen des Gesetzes (Fernsehserie, Folge Herzlos)
- 2008–2010: Kommissar LaBréa (Fernsehreihe)
  - 2008: Tod an der Bastille
  - 2010: Mord in der Rue St. Lazare
  - 2010: Todesträume am Montparnasse
- 2009: Inga Lindström – Sommermond (Fernsehreihe)
- 2010: SOKO 5113 (Fernsehserie, verschiedene Rollen, 2 Folgen)
- 2011: Tage die bleiben
- 2011: In aller Freundschaft (Fernsehserie, Folge Aus heiterem Himmel)
- 2011, 2014: Die Rosenheim-Cops (Fernsehserie, verschiedene Rollen, 2 Folgen)
- 2011: Inga Lindström – Die Hochzeit meines Mannes
- 2011: Utta Danella – Wachgeküsst
- 2012: Danni Lowinski (Fernsehserie, 3 Folgen)
- 2013: Hattinger und die kalte Hand – Ein Chiemseekrimi
- 2013: Paradies 505. Ein Niederbayernkrimi
- 2013: SOKO Stuttgart (Fernsehserie, verschiedene Rollen, 2 Folgen)
- 2013: Seegrund. Ein Kluftingerkrimi
- 2014: Dr. Klein (Fernsehserie, 2 Folgen)
- 2014: Unter anderen Umständen – Falsche Liebe (Fernsehreihe)
- 2015: Schattenwald
- 2015: Großstadtrevier (Fernsehserie, Folge Wer du wirklich bist)
- seit 2016: Helen Dorn (Fernsehreihe)
  - 2016: Gefahr im Verzug
  - 2016: Die falsche Zeugin
  - 2017: Gnadenlos
  - 2017: Verlorene Mädchen
  - 2018: Schatten der Vergangenheit
  - 2018: Prager Botschaft
  - 2020: Atemlos
- 2017: Rosamunde Pilcher – Wenn Fische lächeln (Fernsehreihe)
- 2018: Cecelia Ahern – Dich zu lieben (Fernsehreihe)
- 2019: Kreuzfahrt ins Glück – Hochzeitsreise auf die Kykladen (Fernsehreihe)
- 2019: Song für Mia
- 2021: Friedmanns Vier (Fernsehserie)
- 2021: Katakomben (Fernsehserie)
- 2022: Der Bergdoktor – Im Frieden (Fernsehserie)
- 2023: Sisi (Fernsehserie)
- 2023: Schneekind – Ein Schwarzwaldkrimi

## Theater
- 1993: William Shakespeare: Coriolan (Tullus Aufidius) – Regie: Deborah Warner (Salzburger Festspiele – Felsenreitschule)